# Mahmoud Abou El-Saoud
Mohamoud Abou El-Saoud (arabe:محمود أبو السعود), est un footballeur international égyptien né le 30 novembre 1987 à Mansourah. Il évolue au poste de gardien de but avec le club égyptien d'Al Ahly.

## Biographie
El-Saoud commence sa carrière au club d'Al Mansourah. En 2010, il rejoint la formation d'Al Ahly. Il est sacré champion d'Égypte en 2011 avec ce club.
El-Saoud reçoit sa première sélection en équipe d'Égypte le 2 octobre 2009, lors d'un match amical face à l'Île Maurice. Il participe à la Coupe d'Afrique des nations 2010 avec l'Égypte, officiant comme troisième gardien. L'Égypte remporte la compétition en battant le Ghana en finale.

## Palmarès
Égypte
- Vainqueur de la Coupe d'Afrique des nations 2010 avec l'équipe d'Égypte
- Champion d'Égypte en 2011 avec Al Ahly